# Lyamine Bougherara
Lyamine Bougherara (ur. 12 stycznia 1971) – piłkarz algierski grający na pozycji bramkarza. W swojej karierze rozegrał 8 meczów w reprezentacji Algierii.

## Kariera klubowa
Karierę piłkarską Bougherara rozpoczął w klubie AS Aïn M'lila. W jego barwach zadebiutował w sezonie 1991/1992 w pierwszej lidze algierskiej. Grał w nim do 1997 roku.
Latem 1997 Bougherara odszedł do JS Kabylie. Wraz z JS Kabylie trzykrotnie zdobył Puchar CAF (2000, 2001, 2002). W 2003 roku odszedł na sezon do MO Constantine. Z kolei sezon 2004/2005, swój ostatni w karierze, spędził w US Chaouia.

## Kariera reprezentacyjna
W reprezentacji Algierii Bougherara zadebiutował w 2000 roku. W tym samym roku został powołany do kadry na Puchar Narodów Afryki 2000. Na tym turnieju był rezerwowym bramkarzem dla Abdesslama Benabdellaha i nie rozegrał żadnego spotkania. W kadrze narodowej od 2000 do 2001 roku rozegrał 8 meczów.